# Hall of Fame Tennis Championships 2007
L'Hall of Fame Tennis Championships 2007 (conosciuto anche come Campbell's Hall of Fame Tennis Championships per motivi di sponsorizzazione) è stato un torneo di tennis giocato sull'erba. È stata la 32ª edizione dell'Hall of Fame Tennis Championships, che fa parte della categoria International Series nell'ambito dell'ATP Tour 2007. Si è giocato all'International Tennis Hall of Fame di Newport negli Stati Uniti, dal 9 al 15 luglio 2007.

## Campioni

### Singolare
Fabrice Santoro ha battuto in finale  Nicolas Mahut con il punteggio di 6–4, 6–4

### Doppio
Jordan Kerr /  Jim Thomas hanno battuto in finale  Nathan Healey /  Igor' Kunicyn con il punteggio di 6–3, 7–5